# Arétas Ier
Pour les articles homonymes, voir Arétas.
Arétas Ier (en arabe : حارثة الأول) est le premier roi des Nabatéens connu. Son nom apparaît sur l'inscription nabatéenne la plus ancienne qui remonte à 168 av. J.-C. et qui a été découverte à Haluza dans le désert du Néguev.
Il est aussi mentionné dans la Bible : un passage du Deuxième Livre des Maccabées, 5:8, rapporte que Jason, le grand prêtre qui établit une ville grecque à Jérusalem, est fait prisonnier par Arétas Ier après avoir été contraint de quitter la ville.